# Gillertjärnen (Norra Råda socken, Värmland)
Gillertjärnen är en sjö i Hagfors kommun i Värmland och ingår i Göta älvs huvudavrinningsområde. Sjöns area är 0,023 kvadratkilometer och den är belägen 275 meter över havet.